# Заречье-1 (Минская область)
Заречье-1 (бел. Зарэчча-1) — деревня в Минском районе Минской области Республики Беларусь. В составе Ждановичского сельсовета. В 3,5 км на запад от Минска.

## История

### В составе ВКЛ и Речи Посполитой
В 1557 году — село, государственная собственность, в Минском повете Виленского воеводства ВКЛ.

### В составе Российской империи
После Второго раздела Речи Посполитой (1793) в составе Российской империи.
В 1800 году — деревня на левом берегу реки Свислочь, 3 двора, 18 жителей, собственность Ратинского, в Минском уезде.
В 1897 году — деревня, 14 дворов, 109 жителей, в Сёмково-Городоцкой волости Минского уезда.

### После 1917
С 20.8.1924 — деревня в Боровском сельсовете. В 1926 году было 27 дворов, 140 жителей. В 1941 году было 35 дворов, 171 житель. С 16.7.1954 — в Ждановичском сельсовете.

### В настоящее время
В 1997 году было 10 дворов, 31 житель. В 2010 году было 3 хозяйства, 3 жителя, санаторий "Пралеска", магазин.